# Gianfranco Amendola
Gianfranco Amendola (Roma, 8 aprile 1942) è un magistrato e politico italiano, esponente della Federazione dei Verdi e già parlamentare europeo.

## Biografia
Nato a Roma l'8 aprile 1942. Laureato in Giurisprudenza presso la facoltà di legge dell'università "La Sapienza" di Roma. È sposato e padre di due figli.
È stato eletto deputato europeo alle elezioni del 1989 per la Lista Verde. È stato vicepresidente della Commissione per la protezione dell'ambiente, la sanità pubblica e la tutela dei consumatori; membro della Delegazione per le relazioni con i paesi membri dell'ASEAN e la Repubblica di Corea (AIPO) e della Delegazione per le relazioni con l'Australia e la Nuova Zelanda. Resta in carica all'Europarlamento fino al 1994. È stato inoltre Consigliere comunale di Roma sempre per i Verdi.
È stato procuratore aggiunto alla Procura della Repubblica di Roma occupandosi principalmente di reati ambientali. Tra le sue inchieste più note e recenti ricordiamo quella su Radio Vaticana e sulla malasanità romana (in particolare sugli ospedali San Camillo-Forlanini e Policlinico Umberto I). Autore di numerosi libri in materia di legislazione penale ambientale (tra cui il best seller "In nome del popolo inquinato", i cui diritti d'autore sono stati interamente ceduti a Legambiente), è stato membro dei direttivi di Legambiente, WWF e Italia Nostra.
Dall'ottobre 2008 è stato nominato Procuratore della Repubblica di Civitavecchia, mentre dallo stesso anno collabora con la Fondazione UniVerde di Alfonso Pecoraro Scanio. Dal 2015 è in pensione come magistrato. Collabora con Il fatto quotidiano.
Suona la batteria in un gruppo musicale composto di magistrati e avvocati, denominato "Dura Lex".